# Reichsmark

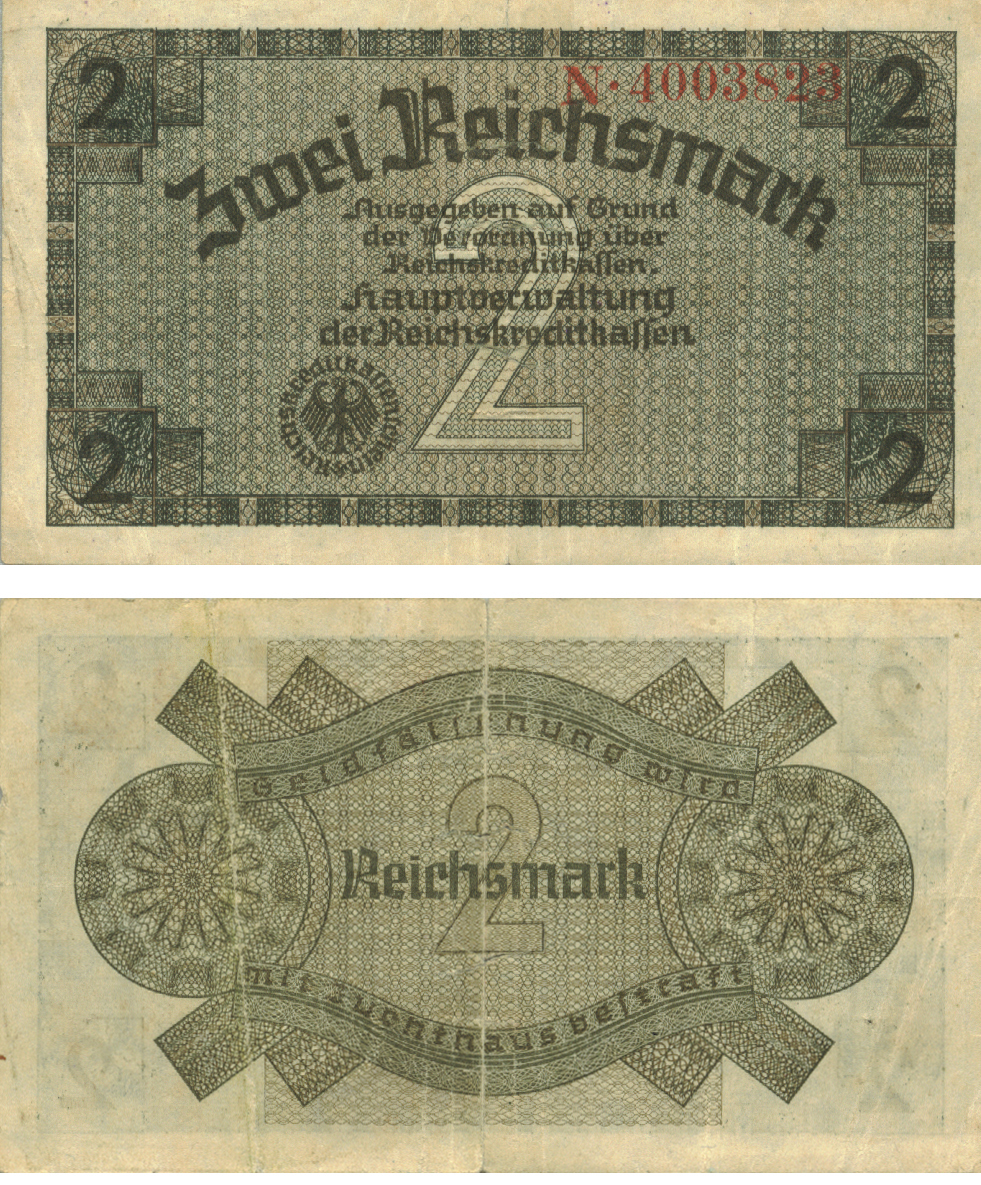
Bitllet de 2 Reichsmark

El Reichsmark (RM) fou la moneda utilitzada a Alemanya des de 1924 fins al 20 de juny de 1948. Va ser reemplaçada pel marc alemany (Deutsche Mark) en la RFA i pel marc de la RDA (Mark der DDR) a l'Alemanya Oriental.
El Reichsmark va ser introduït el 1924 per substituir el Papiermark, fet que va ser necessari a causa de la hiperinflació, que havia arribat al seu punt més àlgid el 1923. El canvi entre el vell Papiermark i el Reichsmark va ser d'1.000.000.000.000 a 1.

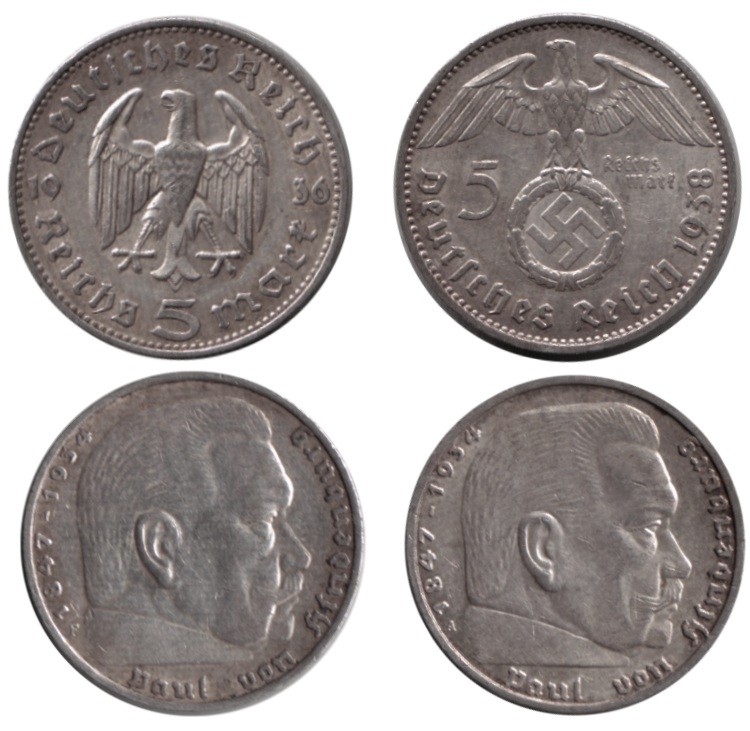
Monedes de 5 Reichsmark

Amb la finalitat d'estabilitzar l'economia i suavitzar la transició entre una moneda i l'altra, el Papiermark no va ser reemplaçat directament pel Reichsmark, sinó pel Rentenmark, una espècie de moneda interna encunyada pel Deutsche Rentenbank (Banc de Renda Alemany).
| Moneda               | Data                 | Valor en RM |
| -------------------- | -------------------- | ----------- |
| Corona bohèmia       | 1939                 | 0,1         |
| Corona danesa        | 1940                 | 1           |
| Corona eslovaca      | 1939                 | 0,1         |
| Corona eslovaca      | 1 d'octubre de 1940  | 0,086       |
| Corona noruega       | 1940                 | 0,6         |
| Corona noruega       | ?                    | 0,57        |
| Dinar serbi          | abril de 1941        | 0,004       |
| Florí neerlandès     | 10 de maig de 1940   | 1,5         |
| Florí neerlandès     | 17 de juliol de 1940 | 1,327       |
| Franc belga          | maig de 1940         | 0,1         |
| Franc belga          | juliol de 1940       | 0,08        |
| Franc francès        | maig de 1940         | 0,05        |
| Franc luxemburguès   | maig de 1940         | 0,25        |
| Franc luxemburguès   | juliol de 1940       | 0,1         |
| Karbóvanets ucraïnès | 1942                 | 0,1         |
| Lira italiana        | 1943                 | 0,1         |
| Zloty polonès        | 1939                 | 0,5         |

## Les monedes del Reichsmark
- Monedes de la República de Weimar
- Monedes de la República de Weimar
- Monedes del Tercer Reich
- Monedes del Tercer Reich

## Els bitllets del Reichsmark

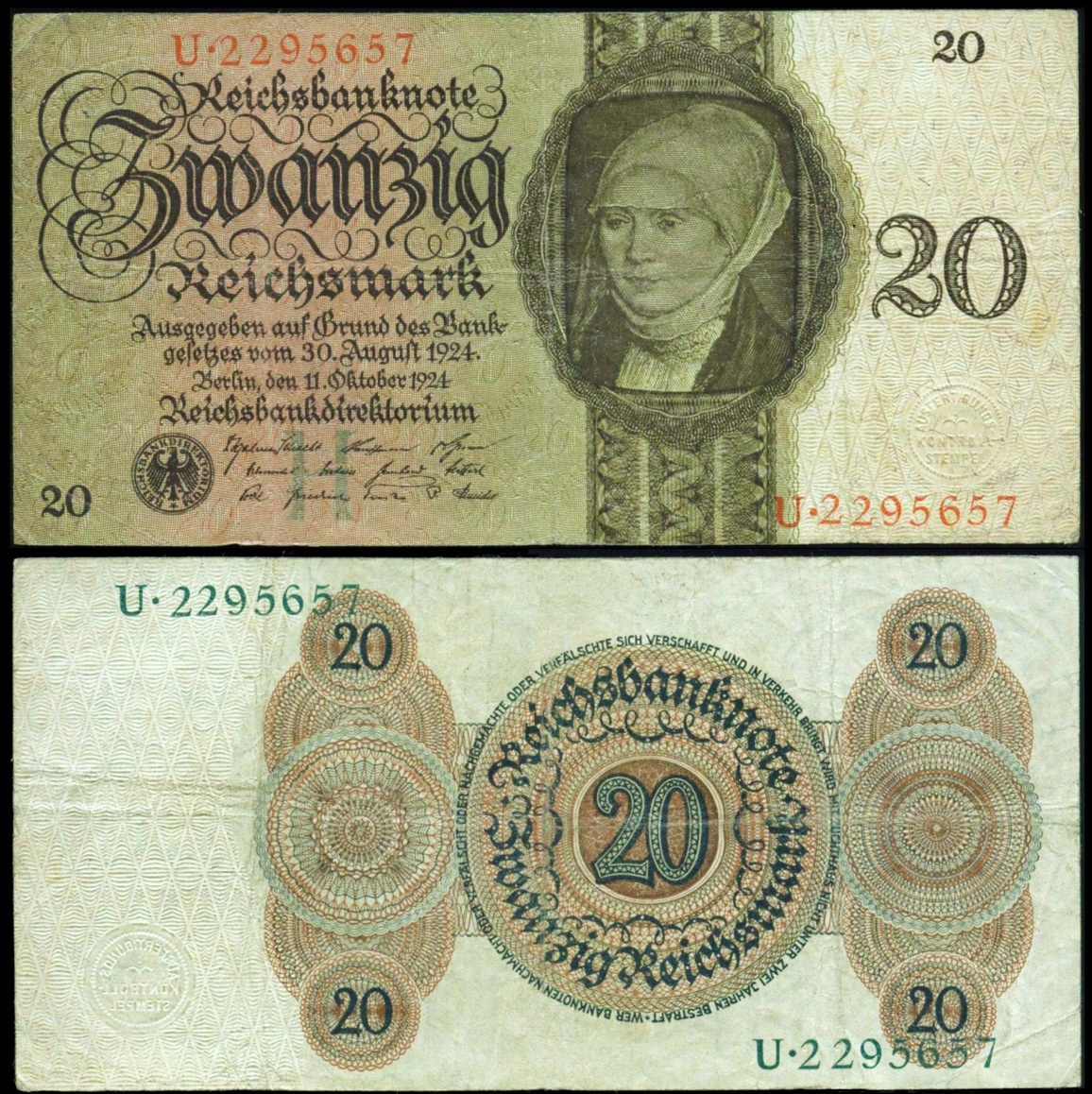
20 RM, 1924
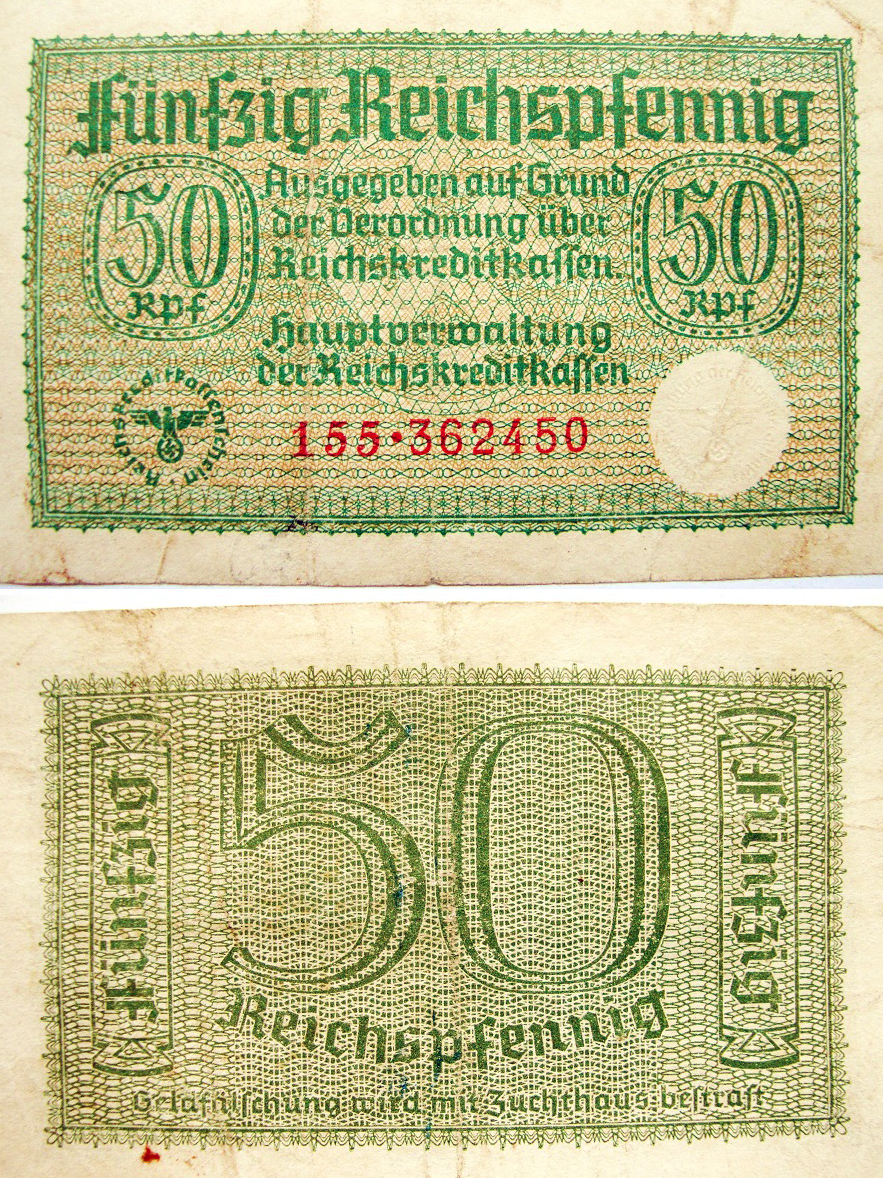
50 Rpf, 1938–1945
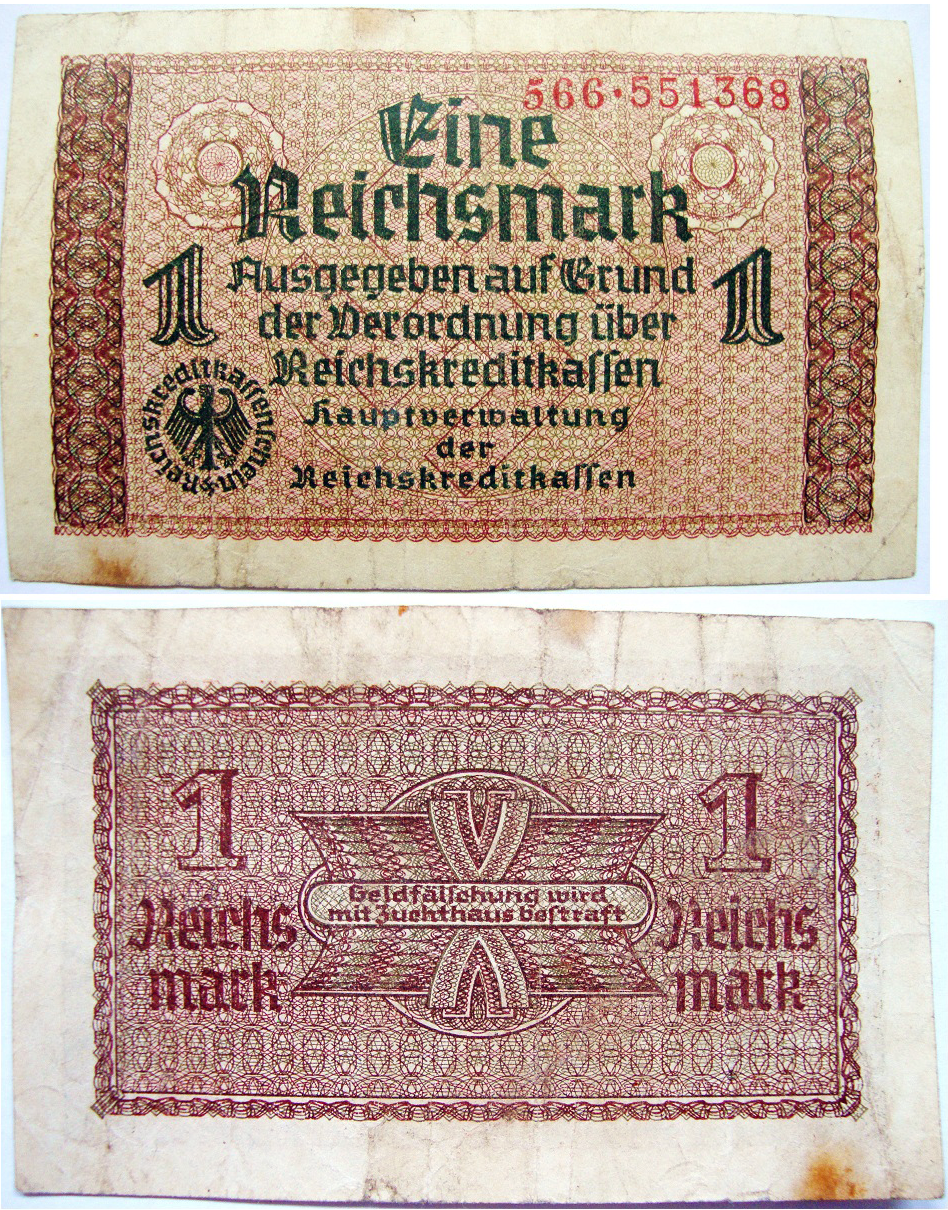
1 RM, 1938–1945
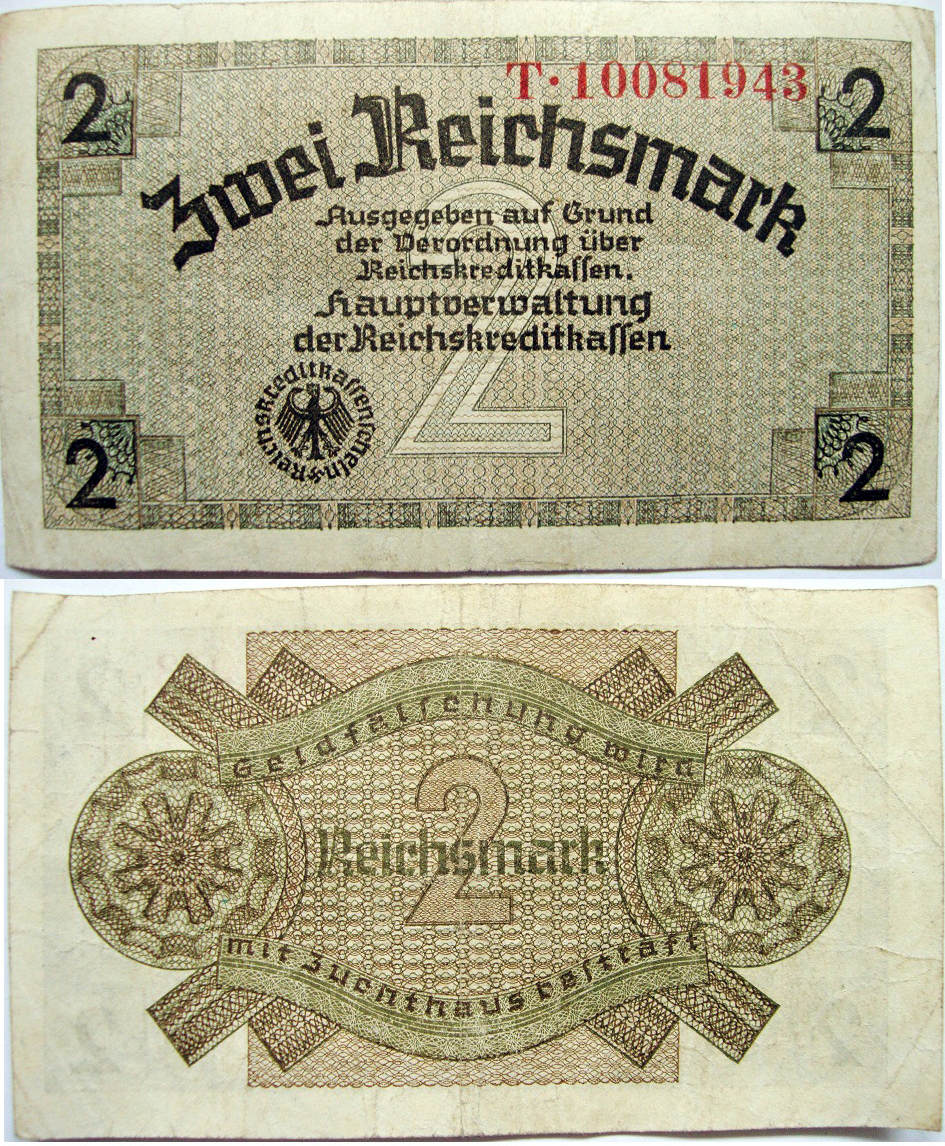
2 RM, 1938–1945
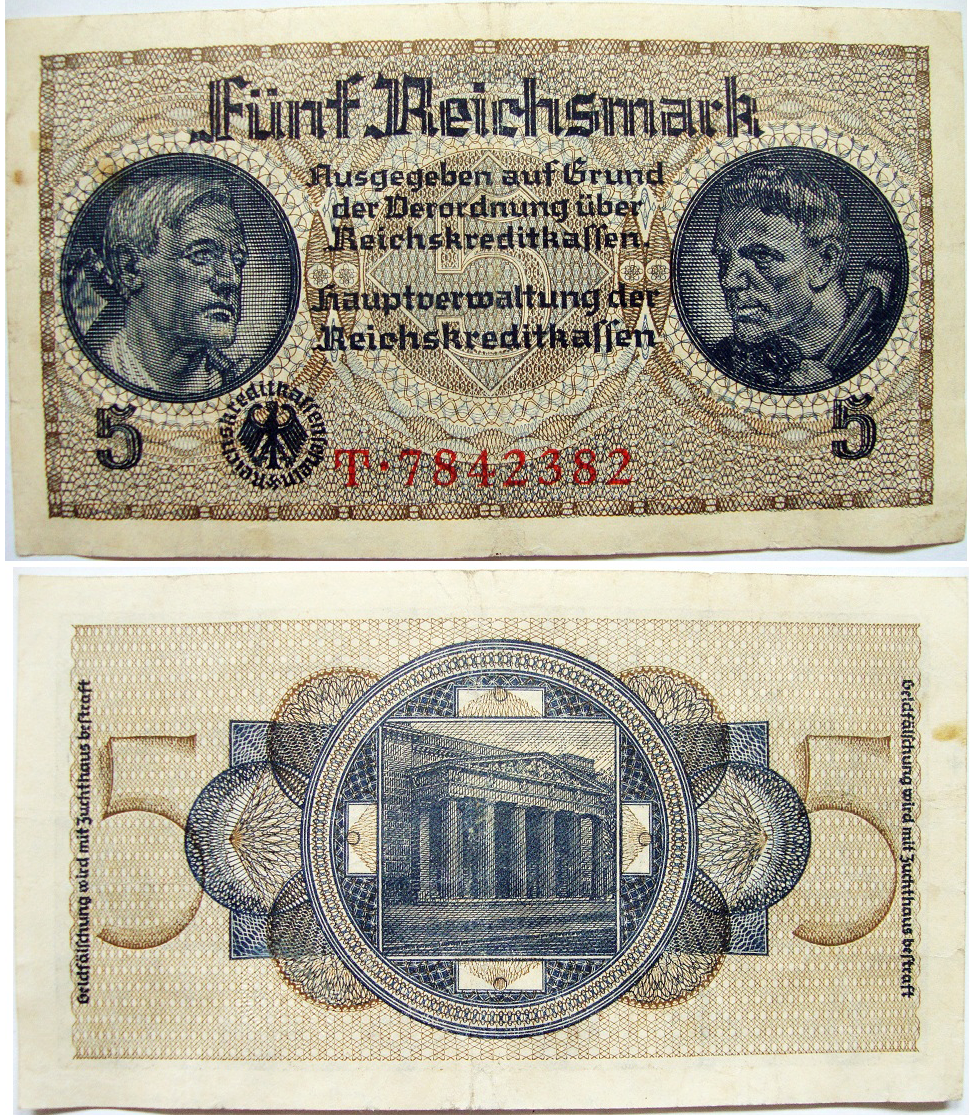
5 RM, 1938–1945
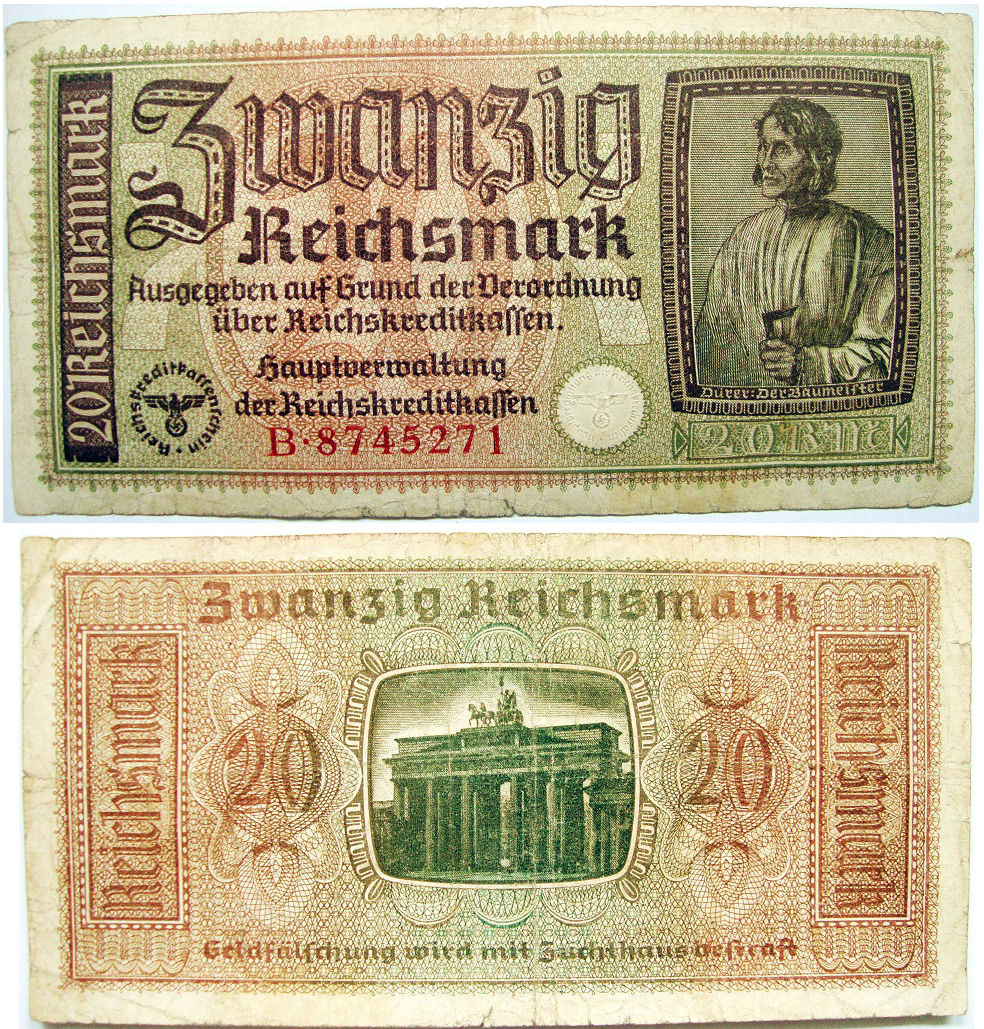
20 RM, 1938–1945
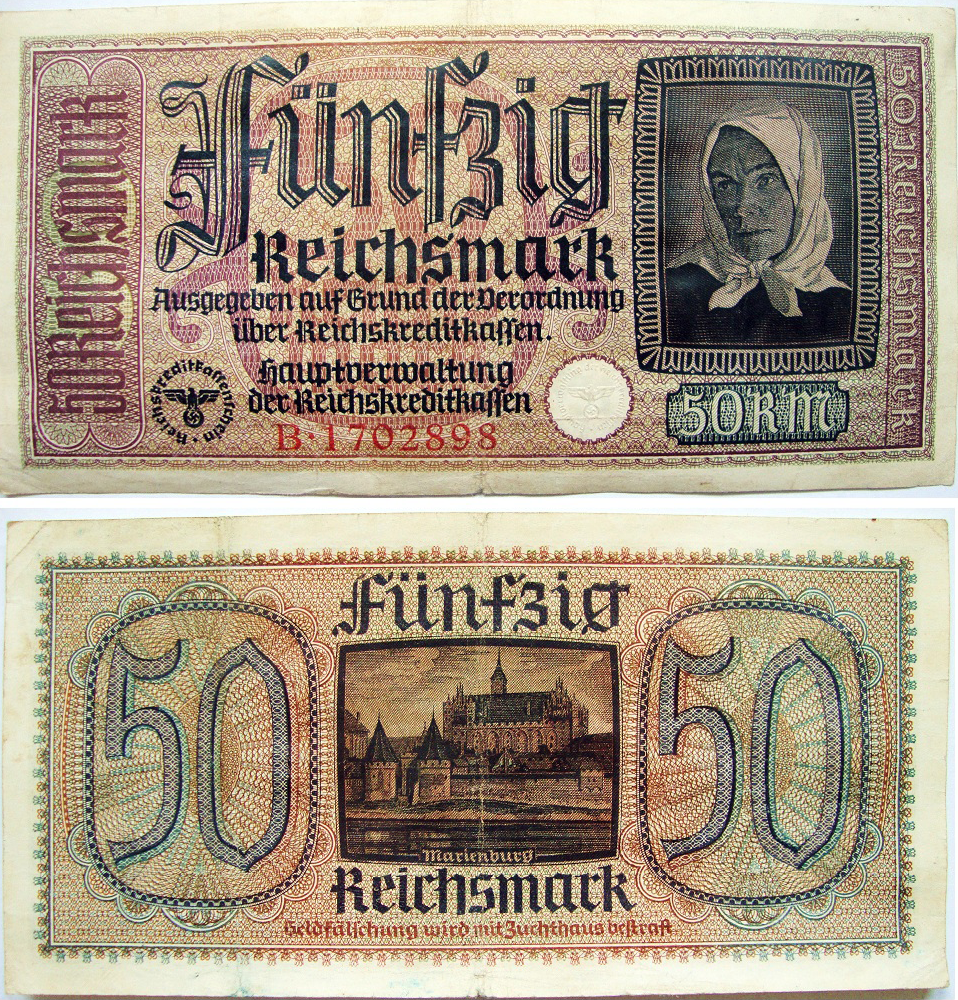
50 RM, 1938–1945

- Bitllets Arxivat 2006-09-05 a Wayback Machine. de Reichsmark i Rentenmark
- Bitllet de 10 Reichsmark, anvers Arxivat 2007-03-19 a Wayback Machine.
- Bitllet de 10 Reichsmark, revers Arxivat 2007-03-19 a Wayback Machine.
- Diverses imatges de bitllets Arxivat 2005-01-24 a Wayback Machine.